# 圣斗士星矢 勇斗之魂
《圣斗士星矢 勇斗之魂》是万代南梦宫娱乐于2015年9月25日发行的圣斗士系列电子游戏。初始发布的是PlayStation 3版与PlayStation 4版，后在Steam发布了Microsoft Windows版。
本作是2013年发行的PlayStation 3游戏《圣斗士星矢 勇士》的续作。本作的剧情包含原作中的《圣域十二宫篇》、《北欧仙宫篇》、《海皇波塞冬篇》、《冥王哈得斯篇》4个篇章。
约在2017年中旬时，本作从PSN中国区下架。